# هرچه نتیجه‌دار باشد
هرچه که نتیجه‌ بخش باشد (به انگلیسی: Whatever works) فیلمی کمدی به کارگردانی و نویسندگی وودی آلن محصول سال ۲۰۰۹ است.
داستان فیلم درباره پیرمرد عجیب و غریبی‌ست که عاشق دختری جوان می‌شود. لری دیوید نقش این پیرمرد را بازی می‌کند.
لتی آرونسون و اتفن تنوبوم هر کدام تهیه‌کنندگی این فیلم را بر عهده داشتند. هرچه نتیجه‌دار باشد در ۱۹ ژوئن ۲۰۰۹ اکران شد.